# Río Vargas (Mayer)
El río Vargas es un curso natural de agua que nace en la Región de Aysén y fluye hacia el sur hasta desembocar en el río Mayer poco antes de su desembocadura en el brazo nororiente del lago O'Higgins de la cuenca del río Pascua.
Este río es también conocido com río Colorado y luego como río Engaño.

## Trayecto
El río Vargas nace con el nombre de río Colorado y tiene su origen muy cerca de la ribera sur del río Bravo. Fluye con dirección sur, atraviesa un lago largo y cambia su nombre a río Engaño, continua hacia el sur cruzando un segundo lago y posteriormente cambiando nuevamente su nombre a río Vargas, con el que atraviesa en el lago Cisnes y luego en el lago Ciervo para desembocar en el río Mayer poco antes de su descarga en el lago O'Higgins.
: 591 

## Caudal y régimen
Sin información disponible.

## Historia
Su nombre hace honor al ingeniero Ismael Vargas S., de la comisión de límites.: 591 
Luis Risopatrón lo describe en su Diccionario Jeográfico de Chile de 1924:: 922 
Vargas (Rio). 48° 26' 72° 56' Nace en la laguna Briceño, corre hacia el S i se vácia en el estremo N del brazo Norte Oriente del lago de San Martin; del apellido del injeniero de la Comisión de límites, señor Ismael Vargas S. (1900). 154; i 156.